# Bigbang Vol.1
BigBang Vol. 1 – Since 2007 (koreanisch 1집 BigBang Vol.1) ist das Debütalbum der südkoreanischen Boyband Big Bang. Es erschien am 22. Dezember 2006 über YG Entertainment.

## Hintergrund
Big Bang debütierte am 19. August 2006 in der Olympic Gymnastics Arena während des YG Family 10th Year Concert. Bevor das Album erschien erschienen drei Extended Plays von Big Bang. Die erste EP BIGBANG erschien Ende August 2006 und konnte sich rund 40.000 mal verkaufen. Bigbang is V.I.P erschien Ende September und konnte sich 32.000 mal verkaufen. Die letzte erschien Ende November. Ende Dezember veröffentlichte YG Entertainment BigBang Vol. 1 – Since 2007. 
Am 15. Mai 2007 begann Big Bang ihre erste Tournee Want You Tour. Die Tournee wurde von rund 40.000 Menschen in Südkorea besucht.

## Chartplatzierungen
Bigbang Vol.1 stieg auf die 3 der Music Industry Association of Korea Charts (MIAK Charts) ein und konnte sich dort drei Monate halten. In der 15. Kalenderwoche des Jahres 2010 konnte sich das Album auf der sieben der Gaon Charts platzieren. Es konnte sich 28 Wochen in den Charts halten. Die Music Industry Association of Korea gibt es seit 2008 nicht mehr. Das Album konnte sich über 150.000 mal verkaufen.
| ChartsChartplatzierungen | Höchstplatzierung | Wochen |
| ------------------------ | ----------------- | ------ |
| Südkorea (KMCA)          | 3 (41 Wo.)        | 41     |

## Titelliste
| Nr.          | Titel                                         | Text                   | Musik | Länge |
| ------------ | --------------------------------------------- | ---------------------- | --- | ----- |
| 1.           | "Intro (Big Bang)"                            | G-Dragon               | Perry | 0:26  |
| 2.           | "She Can't Get Enough"                        | Kim Ina, G-Dragon      | Carlos Adaamick Mendoza, Robbi Nevil, Bradley Spalter, Michael Norfleet, Jean Rodriguez, Wesly Rodriguez, Phillip White | 3:29  |
| 3.           | "Dirty Cash"                                  | 072, G-Dragon          | Andy Love, Jos Jorgensen                                                                                                | 3:14  |
| 4.           | "Next Day" (다음날, Seungri solo)             | Sim Jae Hee            | Derek Bramble | 4:03  |
| 5.           | "Big Boy" (T.O.P Solo, featuring Lee Eun-joo) | T.O.P                  | T.O.P, Brave Brothers                                                                                                   | 3:18  |
| 6.           | "Shake It" (흔들어, featuring Lee Eun-joo)    | G-Dragon               | G-Dragon, Brave Brothers                                                                                                | 3:46  |
| 7.           | "A Fool's Only Tears" (눈물뿐인 바보)         | G-Dragon, An Young Min | Jeon Seung Woo | 4:03  |
| 8.           | "My Girl" (Taeyang Solo)                      | G-Dragon               | Israel Dwaine Cruz | 3:52  |
| 9.           | "La La La"                                    | Big Bang               | Perry | 3:00  |
| 10.          | "This Love" (G-Dragon Solo)                   | G-Dragon               | G-Dragon, James Valentine, Adam Levine, Ryan Dusick, Mickey Madden, Jesse Carmichael                                    | 3:31  |
| 11.          | "Try Smiling" (웃어본다, Daesung Solo)        | An Young Min           | Lee Ryu Won | 4:12  |
| Gesamtlänge: | Gesamtlänge:                                  | Gesamtlänge:           | Gesamtlänge: | 36:52 |